# Into the Unknown (album de Bad Religion)
Albums de Bad Religion
How Could Hell Be Any Worse?
(1982) Suffer
(1988)
Into the Unknown est le deuxième album studio du groupe Bad Religion, sorti en 1983.
Cet album marque une rupture avec l'album précédent car le groupe y joue une musique proche du hard rock et du rock progressif, faisant l'usage de synthétiseurs, contrastant avec le punk rock / punk hardcore du premier opus. Il reste également un cas unique dans la carrière du groupe, car celui-ci eut tôt fait de retourner à ses racines punk avec l'EP Back to the Known (intitulé en référence à ce retour) deux ans plus tard ainsi qu'avec tous les albums qui suivirent.
De par son usage de synthétiseurs et son orientation vers le rock progressif, Into the Unknown demeure l'album le plus controversé de Bad Religion. Rejeté non seulement par les fans mais également par le groupe lui-même, lequel se sépara temporairement après sa sortie.

## Liste des titres
1. It's Only Over When… - 3:36
2. Chasing the Wild Goose - 2:50
3. Billy Gnosis - 3:31
4. Time and Disregard - 7:03
5. The Dichotomy - 4:52
6. Million Days - 3:47
7. Losing Generation - 3:37
8. …You Give Up - 2:55

## Composition du groupe pour l'enregistrement
- Greg Graffin : chants, synthétiseur, piano, guitare acoustique, producteur.
- Brett Gurewitz : guitare électrique, guitare acoustique, chœurs, producteur.
- Paul Dedona : basse
- Davy Goldman : batterie
- Jim Mankey : ingénieur du son